# Rex Russiae
Rex Russiae (latin for konge af Rus dvs. Rusland, russerne, Rutenien) var en vesteuropæisk titel, der i mange middelalderlige dokumenter og fortællinger blev benyttet af russiske herskere fra Rurikid-dynastiet. Senere blev titlen tildelt Daniel Romanovitsj af Galicien-Volhylnien ved dennes kroning i Drohiczyn i  1253.